# Paralimnophila sponsa
Paralimnophila sponsa là một loài ruồi trong họ Limoniidae. Chúng phân bố ở miền Australasia.